# Scydmaenus perrisii
Scydmaenus perrisii är en skalbaggsart som först beskrevs av Edmund Reitter 1882.  Scydmaenus perrisii ingår i släktet Scydmaenus, och familjen glattbaggar. Enligt den svenska rödlistan är arten sårbar i Sverige. Arten förekommer på Öland, Götaland och Svealand. Artens livsmiljö är jordbrukslandskap, skogslandskap, stadsmiljö.